# Rockaway Beach (Missouri)
Rockaway Beach és una població dels Estats Units a l'estat de Missouri. Segons el cens del 2000 tenia 577 habitants.

## Demografia
Segons el cens del 2000, Rockaway Beach tenia 577 habitants, 274 habitatges, i 169 famílies. La densitat de població era de 397,8 habitants per km².
Dels 274 habitatges en un 22,3% hi vivien nens de menys de 18 anys, en un 53,6% hi vivien parelles casades, en un 5,8% dones solteres, i en un 38% no eren unitats familiars. En el 31% dels habitatges hi vivien persones soles el 10,9% de les quals corresponia a persones de 65 anys o més que vivien soles. El nombre mitjà de persones vivint en cada habitatge era de 2,11 i el nombre mitjà de persones que vivien en cada família era de 2,64.
Per edats la població es repartia de la següent manera: un 18% tenia menys de 18 anys, un 4,2% entre 18 i 24, un 24,1% entre 25 i 44, un 30,7% de 45 a 60 i un 23,1% 65 anys o més.
L'edat mediana era de 47 anys. Per cada 100 dones de 18 o més anys hi havia 93,9 homes.
La renda mediana per habitatge era de 33.359 $ i la renda mediana per família de 39.063 $. Els homes tenien una renda mediana de 21.375 $ mentre que les dones 20.833 $. La renda per capita de la població era de 17.589 $. Entorn del 4,8% de les famílies i el 8,7% de la població estaven per davall del llindar de pobresa.

## Poblacions més properes
El següent diagrama mostra les poblacions més properes.